# Камеля
Камеля (пол. Kamela) — село в Польщі, у гміні Сомоніно Картузького повіту Поморського воєводства.
Населення — 332 особи (2011).

## Демографія
Демографічна структура станом на 31 березня 2011 року:
|          | Загалом | Допрацездатний вік | Працездатний вік | Постпрацездатний вік |
| -------- | ------- | ------------------ | ---------------- | -------------------- |
| Чоловіки | 185     | 70                 | 110              | 5                    |
| Жінки    | 147     | 47                 | 84               | 16                   |
| Разом    | 332     | 117                | 194              | 21                   |